# Oreste Ravanello
Oreste Ravanello (Venècia, 25 d'agost de 1871 - Pàdua, 2 de juliol de 1938) va ser un compositor i organista italià.
Ravanello va estudiar orgue i composició al Liceu Musicale Benedetto Marcello de Venècia, amb els professors DE Santi i Girardi, respectivament història de la música i composició. Va fer cursets de perfeccionament en orgue abans que a l'edat de disset anys fos nomenat organista de la Catedral de Sant Marc on succeí al seu mestre Girardi. També va ensenyar al Conservatori de Música de Venècia (ara Benedetto Marcello) i, a continuació, es va convertir en director de l'Institut Musical de Pàdua (ara Conservatori de Música Cesare Pollini). Fou membre, nomenat pel cardenal Sarto (després papa sant, Pius X) de la Comissió per la renovació de la música litúrgica.
Sent un músic que cultivà sobre tot la organística i la música d'església, també deixà correctes pàgines simfòniques i de cambra, així com una notable producció sacra (27 misses). Abordà així mateix, el cant gregorià, al que dedicà diversos estudis molt ben documentats.
Entre els seus alumnes tingué a Renzo Lorenzoni (1887-1951).